# Josef Cyrus
Josef Cyrus (* 22. Januar 1947 in Racibórz (Ratibor), Oberschlesien; geboren als Józef Cyrus) ist ein deutscher Filmregisseur, Kameramann und Drehbuchautor.

## Leben und Beruf
Josef Cyrus besuchte die Volksschule und die Fachschule für Mechanik in Racibórz. Anschließend arbeitete er von 1966 bis 1971 im Steinkohlebergwerk Rydułtowy-Anna in Pszów (Pschow) als Steiger. Das Studium an der Staatlichen Hochschule für Film, Fernsehen und Theater begann er in Łódź; zuerst mit dem Fach Kameramann (1971–1976) dann besuchte er von 1976 bis 1978 die Fakultät Film- und Fernsehregie.
Sein Filmdebüt war 1976 der Kurzfilm Tryptyk (Das Triptychon). In den Jahren 1978–1986 war er als Drehbuchautor und Regisseur im Filmstudio für Dokumentar- und Spielfilm in Warschau tätig. Für seine Dokumentarfilme folgten mehrere Auszeichnungen, Preise und Ehrungen.
Am 19. Mai 1986 siedelte er von Oberschlesien nach Leverkusen am Niederrhein aus. Er ist ein Begründer und seit 1987 der Leiter der Josef Cyrus Filmproduktion in Leverkusen. Sein Filmgenre sind Dokumentar-, Kurz- und Heimatfilme. Mit Martin Berger, Kazimierz Kutz und Peter Dudzik gehört er zu den Filmemachern, die aus Oberschlesien kommen.

## Filmografie 1976–1985
- 1976: Das Triptychon (Tryptyk)
- 1977: Als Glückspilz (Być wygranym)
- 1977: Der Ochse (Wół)
- 1978: Der Bäcker (Piekarz)
- 1979: Die alte Ziegelei (Stara cegielnia)
- 1980: O Warschau!, o Warschau! (Warszawo, Warszawo)
- 1980: Der Alte und der Ochse (Stary człowiek i wół)
- 1981: Die Neisse (Nysa)
- 1982: Das Pilgersdorf  (Pielgrzymów)
- 1983: Eine Goralenhochzeit bei Čadca (Wesele czadeckie)
- 1984: Der Schäfer (Owczarz)
- 1985: Dort, wo die Denkmäler entstehen (Tam, gdzie powstają pomniki)
- 1985: Am Fuß der Troppauer Berge (U podnóża Gór Opawskich)
- 1985: Der Fuß der Troppauer Berge  (Podnóże Gór Opawskich)
- 1985: Die Claudia und der Fabian  (Klaudia i Fabian)

## Filmografie 1987–2006
- 1987: Auf der Suche nach einem Zuhause
- 1987: Oberschlesien–Persönliche Erinnerungen festgehalten von Josef Cyrus
- 1989: Aus dem Leben eines Spätaussiedlers
- 1990: Ich bin ein Star
- 1991: Eine Stadt lebt mit dem Bayer-Kreuz
- 1991: Das Kinderspiel
- 1991: Arne-Bernd Rhaue Steinzeichen
- 1992: Oberschlesien und die Karwoche
- 1993: Oberschlesischer Zeitspiegel
- 1993: Endlich am Ziel. Aussiedler in Deutschland
- 1994: Die Rückkehr des Dichters
- 1995: Monumente, Stahlhelme und Eiserne Kreuze
- 1995: Bilder einer Landschaft–An der Weichsel
- 1996: Das dritte Kapitel–Juri
- 1997: Aussiedler, die ersten 10 Jahre
- 1998: Die Friedensfahrt wird 50
- 1998: Traumfabrik Lodz–die polnische Filmhochschule
- 1999: Prof. Dr. Bernhard Grzimek
- 1999: Der Papst kam nur als Pilger–eine Reise, die die Welt veränderte
- 1999: Die Oderfahrt der Brüder Joseph und Wilhelm von Eichendorff
- 2000: Pater Leppich–das Maschinengewehr Gottes
- 2001: Beuthen O/S–früher und heute
- 2002: St. Annaberg–der Wallfahrtsort der Oberschlesier
- 2003: Unterwegs mit Brustkreuz und Ring
- 2004: Unsere Berge leuchten wieder
- 2005: Wiedersehen mit Leisnitz–Auf den Spuren des Leisnitzer Flüchtlingstrecks von 1945
- 2006: Die Polen und der deutsche Papst

## Bücher
- Autobiografie: Auf der Suche nach einem Zuhause. Tagebuch eines oberschlesischen Aussiedlers 1986–1988, Laumann-Verlag, Dülmen 1989, ISBN 978-3-87466-110-2.